# Neorupilia
Neorupilia là một chi bọ cánh cứng trong họ Chrysomelidae.
Chi này được miêu tả khoa học năm 1888 bởi Blackburn.

## Các loài
Các loài trong chi này gồm:
- Neorupilia flava Lea, 1925
- Neorupilia fusca (Oke, 1932)
- Neorupilia humeralis (Lea, 1925)
- Neorupilia ornata (Blackburn, 1896)
- Neorupilia stirlingi (Blackburn, 1889)
- Neorupilia viridis (Blackburn, 1888)